# Fredonia (Arizona)
Fredonia è una città (town) degli Stati Uniti d'America, situata nella Contea di Coconino, nello Stato dell'Arizona.